# القراه، صنعا
ال-قراه، صنعا یک منطقهٔ مسکونی در یمن است که در استان صنعا واقع شده‌است.